# Hunger auf Leben
Hunger auf Leben ist ein deutscher Spielfilm aus dem Jahre 2004. Er entstand nach den Tagebüchern der Schriftstellerin Brigitte Reimann.

## Handlung
Der Film spielt in der DDR zwischen 1955 und 1972. Die talentierte junge Schriftstellerin Brigitte Reimann kommt aus der Kleinstadt Burg bei Magdeburg, wo sie gemeinsam mit ihren Eltern, Bruder Lutz und Ehemann Günter in einem Haus lebt. Der Enge der Wohnung und des Lebens entkommt Brigitte mit ihrer Phantasie und dem Schreiben, was ihrem Ehemann völlig fremd ist. Bei einem Schriftstellertreffen in Magdeburg lernt sie den Lektor Jochen Hensel kennen. Er unterstützt sie und verbringt eine Liebesnacht mit ihr. Erstmals lernt sie einen Mann kennen, der sie versteht. Wieder zurück in Burg, wird sie jedoch mit der Eifersucht ihres Mannes konfrontiert, der sie schlägt und ihre geliebte Schreibmaschine aus dem Fenster wirft. Doch sie hat vor allem ihren Bruder Lutz als Verteidiger. Der randalierende Ehemann kommt schließlich ins Gefängnis. Zurück bleibt die schwangere Brigitte, die das Kind jedoch verliert und in ihrer Einsamkeit und Hoffnungslosigkeit einen Selbstmordversuch begeht, aber vom Bruder gerettet wird.
Brigitte trifft sich nun mit dem talentierten Schriftsteller Siegfried Pitschmann, der Probleme mit seinem Verlag hat und nicht veröffentlicht wird. Die Beziehung zu ihm entwickelt sich nicht nur zu einer Liebesgeschichte, Pitschmann wird zu einem Bruder im Geiste. Brigitte kann ihren Roman Die Frau am Pranger fertigstellen und ihn 1956 erfolgreich veröffentlichen. Jedoch auch die Stasi macht sich an Brigitte Reimann heran. Major Zürner glaubt, in ihr eine Mitarbeiterin gefunden zu haben, muss aber schnell feststellen, dass das Gegenteil der Fall ist. Zürner wird zu einem Lebensfeind der Schriftstellerin, der im Dunkel ihr Leben beeinflussen wird.
Nach Problemen mit dem Schriftstellerverband und der Partei kommen Brigitte und Pitschmann, die jetzt ein Paar sind, nach Hoyerswerda, um das Leben an der arbeitenden Basis kennenzulernen. Die Beziehung gerät in eine Krise. Pitschmann zieht sich in ein inneres Exil zurück und leidet unter einer Schreibblockade, während Brigitte eine Beziehung zu dem schreibenden Arbeiter Jon zu beginnen scheint. Eine Dreiecksbeziehung entsteht. Brigitte weiß jedoch nicht, dass Stasimajor Zürner den straffällig gewordenen Jon mit der Aussicht auf Amnestie auf Brigitte Reimann angesetzt hat.
Ende der 1960er Jahre beginnt Brigitte Reimann ihren Roman Franziska Linkerhand, der das Leben in Plattenbausiedlungen der DDR beschreibt und die Unmenschlichkeit dieser Architektur kritisiert. Sie gibt die ersten sieben Kapitel dem Lektor Jochen Hensel zu lesen, der jedoch bei der Staatsmacht in Ungnade gefallen und nicht mehr für Literatur zuständig ist.
Bruder Lutz Reimann ist mittlerweile in den Westen gegangen, da er die Enge und berufliche Eingeschränktheit in der DDR nicht mehr ertragen hat. Ein letztes Mal trifft sie ihn, als er 1971 noch einmal in der DDR seine Eltern besucht. Auch wenn sie seine Kritik am Leben in der DDR nicht ertragen kann, so fühlt sie zu ihm immer noch die stärkste Bindung und wünscht sich, dass er doch ihr Ehemann sein könnte. Kurz nach diesem Besuch entdeckt sie Knoten in ihrer Brust, doch lässt sie sich erst spät behandeln, und der Brustkrebs konnte sich bereits soweit ausbreiten, dass eine Heilung nicht mehr möglich ist. Brigitte Reimann stirbt im Alter von nur 39 Jahren, ohne ihren letzten Roman beenden zu können.

## Hintergrund
Der Film entstand nach den Tagebüchern Ich bedaure nichts (1955 bis 1963) und Alles schmeckt nach Abschied (1964 bis 1970).
In der dramatischen Ausformung der Figur des Jon, dem der dritte Ehemann Hans Kerschek als reales Vorbild zugrunde liegt, entfernt sich die Filmhandlung hinsichtlich dessen inoffizieller Mitarbeit für den DDR-Staatssicherheitsdienst von der dokumentierten Sachlage. Kerscheks tatsächliche Verpflichtungserklärung als IM Ewald stammt vom 2. Oktober 1968, einem Zeitpunkt, an dem Brigitte Reimann bereits vier Jahre Kerscheks Ehefrau war. Obwohl er als inoffizieller Informations-Zuträger tätig war, haben sich für eine explizit auf Brigitte Reimann abzielende Bespitzelung und Infiltrierung, wie sie der Film für die Figur des Jon in seiner Handlung fiktional exponiert, in den BStU-Akten Kerscheks keinerlei Hinweise finden lassen.

## Kritiken
- film-dienst: Die differenzierte Studie des in allen Belangen gescheiterten Lebens einer Frau, die ihr Schreiben als Therapie zu nutzen versuchte, deren letzte Zuflucht jedoch die Krankheit wurde, wird von hervorragenden Darstellern getragen; vor allem Martina Gedeck beweist einmal mehr, dass sie zu den Ausnahmeerscheinungen im hiesigen Kino- und Fernsehbetrieb gehört.

## Auszeichnungen
- Martina Gedeck – Deutscher Fernsehpreis – Beste Hauptdarstellerin in einem Fernsehfilm 2004